# Passarim
Passarim é um álbum de estúdio de Antônio Carlos Jobim, lançado pela Verve Records em 1987.

## Gravação
Jobim gravou Passarim na mesma época e com os mesmo músicos de Inédito. O grupo que gravou o disco e excursionou com as apresentações era chamado  A Banda Nova. Dentre os membros, incluíam-se Ana, esposa de Jobim, bem como Paulo e Elizabeth, filhos do compositor, e os amigos Jaques Morelenbaum, Paula Morelenbaum, Danilo Caymmi e Simone Caymmi. Na contracapa e em algumas etiquetas, Passarim é creditado a "Antonio Carlos Jobim e A Banda Nova"
A faixa-título do álbum foi produzida  nas versões instrumental e cantada em português em 1985, para a trilha sonora da minissérie O tempo e o vento, baseada na obra do escritor gaúcho Érico Veríssimo e exibida como parte das comemorações dos 20 anos da TV Globo. A versão instrumental com os corais foi a trilha de abertura da minissérie. Tom Jobim compôs a maior parte das músicas da produção.
Outra faixa de Passarim que fez parte  de uma trilha sonora de uma produção  da emissora carioca,  foi a versão instrumental de Anos Dourados, na abertura da minissérie homônima de 1986.

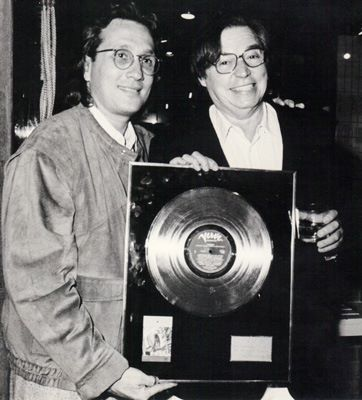
Tom Jobim recebendo o Disco de Ouro pelo álbum Passarim do empresário Alberto Traiger, 1987.

## Faixas
Treze canções foram gravadas para o álbum Passarim, contando as versões em português e inglês da faixa-título e de "Anos Dourados / Looks Like December".

### CD (EUA)
A versão estadunidense do CD continha todas as 13 faixas, com as versões em português de Passarim e Anos Dourados listadas como "faixas bônus". A maior parte das versões do CD apresenta a sequência abaixo:
1. "Passarim" (Antônio Carlos Jobim) - 3:36 (versão em inglês)
2. "Bebel" (Antônio Carlos Jobim) - 3:11
3. "Borzeguim" (Antônio Carlos Jobim) – 4:23
4. "Looks Like December" (A.C. Jobim, Chico Buarque) - 3:45
5. "Isabella" (Gil Goldstein, Paulo Jobim) – 3:22
6. "Fascinatin' Rhythm" (George Gershwin, Ira Gershwin) - 2:10
7. "Chansong" (Antônio Carlos Jobim) – 3:18
8. "Samba do Soho" (Ronaldo Bastos, Paulo Jobim) - 2:59
9. "Luiza" (Antônio Carlos Jobim) – 2:32
10. "Brazil Nativo" (Paulo César Pinheiro, Danilo Caymmi) – 3:51
11. "Gabriela" (A.C. Jobim, Jararaca) – 7:56

Bonus Tracks
1. "Anos Dourados" (A.C. Jobim, Chico Buarque) – 3:46
2. "Passarim" (Antônio Carlos Jobim) – 3:36 (versão em português)

### Álbum original
O vinil original foi lançado em duas versões que continham apenas 11 faixas. A ordem das faixas era a mesma em ambas as versões, mas incluíam apenas a versão em português ou a versão em inglês das faixas "Passarim" e "Anos Dourados / Looks Like December".
Lado A
1. "Passarim" (versão em português ou em inglês)
2. "Bebel"
3. "Borzeguim"
4. "Looks Like December" ou "Anos Dourados"
5. "Isabella"
6. "Fascinatin' Rhythm"

Lado B
1. "Chansong"
2. "Samba do Soho"
3. "Luiza"
4. "Brazil Nativo"
5. "Gabriela"

## Pessoal
- Antônio Carlos Jobim – piano e voz, voz principal (1-4, 6-7, 9, 11, 13), arranjo (6)
- Paulo Jobim – guitarra e voz, voz principal (5, 8), arranjos (1, 5, 7, 13)
- Danilo Caymmi – flute e voz, voz principal (10)
- Jaques Morelenbaum – violoncelo, arranjos (3, 9, 10)
- Sebastião Neto – baixo
- Paulo Braga – bateria
- Ana Lontra Jobim – voz
- Elizabeth Jobim – voz
- Maúcha Adnet – voz
- Paula Morelenbaum – voz
- Simone Caymmi – voz
- Chico Buarque – voz principal (12)
- Rubens Ohana de Miranda - percussão (2, 8, 10)

Produção
- Paulo Jobim – Produtor musical
- Jaques Morelenbaum – Produtor musical
- Elizabeth Jobim – Pintura da capa